# Primeira Liga 2022-2023
La Primeira Liga 2022-2023, nota come Liga Portugal Bwin 2022-2023 per ragioni di sponsorizzazione, è stata l'89ª edizione della massima serie del campionato portoghese di calcio, iniziata il 5 agosto 2022 e che si è conclusa il 27 maggio 2023. Il Benfica si è laureato campione per la trentottesima volta nella sua storia.

## Stagione

### Novità
Dalla stagione 2021-2022 sono stati retrocessi Tondela e Belenenses SAD, ultime due squadre classificate, insieme al Moreirense, perdente dello spareggio promozione-retrocessione; dalla Segunda Liga 2021-2022 sono stati promossi Rio Ave e Casa Pia, prime due squadre classificate, insieme al Chaves, vincitore dello spareggio promozione-retrocessione.

### Formula
- Le 18 squadre partecipanti si affrontano in un girone di andata e ritorno, per un totale di 34 giornate.
- La squadra campione di Portogallo ha il diritto a partecipare alla fase a gironi della UEFA Champions League 2023-2024 insieme alla seconda; la terza viene ammessa al terzo turno di qualificazione.
- La vincente della Taça de Portugal 2022-2023 viene ammessa alla fase a gironi della UEFA Europa League 2023-2024. Se arriva nelle prime tre posizioni, viene ammessa la quarta classificata.
- Quarta e quinta classificate vengono ammesse rispettivamente al terzo e al secondo turno di qualificazione della UEFA Europa Conference League 2023-2024.(Qualora la vincitrice della Taca De Portugal 2022-23 arriva nelle prime tre posizioni, la quinta e la sesta giocano la Conference).
- La squadra terz'ultima classificata disputa uno spareggio promozione/retrocessione con la terza classificata della Segunda Liga 2022-2023.
- Le squadre classificate agli ultimi due posti (17º e 18º posto) retrocedono in Segunda Liga.

## Squadre partecipanti
| Club              | Stagione | Città                  | Stadio                          | Stagione precedente        |
| ----------------- | -------- | ---------------------- | ------------------------------- | -------------------------- |
| Arouca            | dettagli | Arouca                 | Estádio comunale di Arouca      | 15º posto in Primeira Liga |
| Benfica           | dettagli | Lisbona                | Estádio da Luz                  | 3º posto in Primeira Liga  |
| Boavista          | dettagli | Oporto                 | Estádio do Bessa Século XXI     | 12º posto in Primeira Liga |
| Braga             | dettagli | Braga                  | Estádio comunale di Braga       | 4º posto in Primeira Liga  |
| Casa Pia          | dettagli | Lisbona                | Estádio Pina Manique            | 2º posto in Segunda Liga   |
| Chaves            | dettagli | Chaves                 | Estádio Municipal de Chaves     | 3º posto in Segunda Liga   |
| Estoril Praia     | dettagli | Estoril                | Estádio António Coimbra da Mota | 9º posto in Primeira Liga  |
| Famalicão         | dettagli | Vila Nova de Famalicão | Estádio Municipal 22 de Junho   | 8º posto in Primeira Liga  |
| Gil Vicente       | dettagli | Barcelos               | Estádio Cidade de Barcelos      | 5º posto in Primeira Liga  |
| Marítimo          | dettagli | Funchal                | Estádio do Marítimo             | 10º posto in Primeira Liga |
| Paços Ferreira    | dettagli | Paços de Ferreira      | Estádio da Capital do Móvel     | 11º posto in Primeira Liga |
| Portimonense      | dettagli | Portimão               | Estádio Municipal de Portimão   | 13º posto in Primeira Liga |
| Porto             | dettagli | Oporto                 | Estádio do Dragão               | Campione di Portogallo     |
| Rio Ave           | dettagli | Vila do Conde          | Estádio Municipal dos Arcos     | 1º posto in Segunda Liga   |
| Santa Clara       | dettagli | Ponta Delgada          | Estádio de São Miguel           | 7º posto in Primeira Liga  |
| Sporting Lisbona  | dettagli | Lisbona                | Estádio José Alvalade           | 2º posto in Primeira Liga  |
| Vitória Guimarães | dettagli | Guimarães              | Estádio D. Afonso Henriques     | 6º posto in Primeira Liga  |
| Vizela            | dettagli | Vizela                 | Estádio do FC Vizela            | 14º posto in Primeira Liga |

## Allenatori
| Squadra           | Allenatore                                                              | Calciatore più presente                     | Cannoniere                      |
| ----------------- | ----------------------------------------------------------------------- | ------------------------------------------- | ------------------------------- |
| Arouca            | Armando Evangelista                                                     | Morlaye Sylla, Antony (33)                  | Rafa Mújica (8)                 |
| Benfica           | Roger Schmidt                                                           | Odisseas Vlachodimos (34)                   | Gonçalo Ramos (19)              |
| Boavista          | Petit                                                                   | Gaïus Makouta, Pedro Malheiro (32)          | Yusupha Njie (13)               |
| Braga             | Artur Jorge                                                             | Abel Ruiz (34)                              | Ricardo Horta (14)              |
| Casa Pia          | Filipe Martins                                                          | Afonso Taira (32)                           | Rafael Martins (6)              |
| Chaves            | Vítor Campelos                                                          | João Teixeira (32)                          | Héctor Hernández (8)            |
| Estoril Praia     | Nélson Veríssimo                                                        | Daniel Figueira (32)                        | Tiago Gouveia (5)               |
| Famalicão         | Rui Pedro Silva (1ª-7ª) João Pedro Sousa (8ª-)                          | Luiz Júnior, Santiago Colombatto (33)       | Iván Jaime (9)                  |
| Gil Vicente       | Ivo Vieira (1ª-11ª) Carlos Cunha (12ª-13ª) Daniel Sousa (14ª-)          | Fran Navarro, Kanya Fujimoto (34)           | Fran Navarro (17)               |
| Marítimo          | Vasco Seabra (1ª-5ª) João Henriques (6ª-13ª) José Manuel Gomes (14ª-)   | Cláudio Winck (34)                          | André Vidigal (8)               |
| Paços de Ferreira | César Peixoto (1ª-9ª) José Albano Ferreira (10ª-13ª) Marco Paiva (14ª-) | Nigel Thomas (34)                           | Adrián Butzke (6)               |
| Portimonense      | Paulo Sérgio                                                            | Filipe Relvas (33)                          | Welinton Júnior (6)             |
| Porto             | Sérgio Conceição                                                        | Pepê (34)                                   | Mehdi Taremi (22)               |
| Rio Ave           | Luís Freire                                                             | Guga, Costinha (33)                         | Aziz (7)                        |
| Santa Clara       | Mário Silva                                                             | Gabriel Silva (33)                          | Gabriel Silva, Matheus Babi (5) |
| Sporting Lisbona  | Rúben Amorim                                                            | Francisco Trincão (34)                      | Pedro Gonçalves (15)            |
| Vitória Guimarães | Moreno                                                                  | Anderson Silva, Dani Silva, Jota Silva (30) | André Silva (6)                 |
| Vizela            | Álvaro Pacheco (1ª-13ª) Tulipa (14ª-)                                   | Kiko Bondoso (34)                           | Milutin Osmajić (8)             |

## Classifica finale
Aggiornata al 27 maggio 2023
|  | Pos. | Squadra           | Pt | G  | V  | N  | P  | GF | GS | DR  |
|  | ---- | ----------------- | -- | -- | -- | -- | -- | -- | -- | --- |
|  | 1.   | Benfica           | 87 | 34 | 28 | 3  | 3  | 82 | 20 | +62 |
|  | 2.   | Porto             | 85 | 34 | 27 | 4  | 3  | 73 | 22 | +51 |
|  | 3.   | Braga             | 78 | 34 | 25 | 3  | 6  | 75 | 30 | +45 |
|  | 4.   | Sporting Lisbona  | 74 | 34 | 23 | 5  | 6  | 71 | 32 | +39 |
|  | 5.   | Arouca            | 54 | 34 | 15 | 9  | 10 | 36 | 37 | -1  |
|  | 6.   | Vitória Guimarães | 53 | 34 | 16 | 5  | 13 | 34 | 39 | -5  |
|  | 7.   | Chaves            | 46 | 34 | 12 | 10 | 12 | 35 | 40 | -5  |
|  | 8.   | Famalicão         | 44 | 34 | 13 | 5  | 16 | 39 | 47 | -8  |
|  | 9.   | Boavista          | 44 | 34 | 12 | 8  | 14 | 43 | 54 | -11 |
|  | 10.  | Casa Pia          | 41 | 34 | 11 | 8  | 15 | 31 | 40 | -9  |
|  | 11.  | Vizela            | 40 | 34 | 11 | 7  | 16 | 34 | 38 | -4  |
|  | 12.  | Rio Ave           | 40 | 34 | 10 | 10 | 14 | 36 | 43 | -7  |
|  | 13.  | Gil Vicente       | 37 | 34 | 10 | 7  | 17 | 32 | 41 | -9  |
|  | 14.  | Estoril Praia     | 35 | 34 | 10 | 5  | 19 | 33 | 49 | -16 |
|  | 15.  | Portimonense      | 34 | 34 | 10 | 4  | 20 | 25 | 48 | -23 |
|  | 16.  | Marítimo          | 26 | 34 | 7  | 5  | 22 | 32 | 63 | -31 |
|  | 17.  | Paços Ferreira    | 23 | 34 | 6  | 5  | 23 | 26 | 62 | -36 |
|  | 18.  | Santa Clara       | 22 | 34 | 5  | 7  | 22 | 26 | 58 | -32 |

Legenda:

      Campione del Portogallo e ammessa alla UEFA Champions League 2023-2024
      Ammessa alla UEFA Champions League 2023-2024
      Ammessa alla UEFA Europa League 2023-2024
      Ammessa alla UEFA Europa Conference League 2023-2024
 Ammessa allo Spareggio promozione-retrocessione
      Retrocesse in Segunda Liga 2023-2024
Note:
Tre punti per la vittoria, uno per il pareggio, zero per la sconfitta.
La classifica viene stilata secondo i seguenti criteri:
- Punti conquistati
- Punti conquistati negli scontri diretti
- Differenza reti negli scontri diretti
- Reti realizzate in trasferta negli scontri diretti
- Differenza reti generale
- Partite vinte
- Reti totali realizzate
- Spareggio

## Risultati

### Tabellone
Ogni riga indica i risultati casalinghi della squadra segnata a inizio della riga, contro le squadre segnate colonna per colonna (che invece avranno giocato l'incontro in trasferta). Al contrario, leggendo la colonna di una squadra si avranno i risultati ottenuti dalla stessa in trasferta, contro le squadre segnate in ogni riga, che invece avranno giocato l'incontro in casa.
|                   | ARO  | BEN  | BOA  | BRA  | CAS  | CHA  | EST  | FAM  | GIL  | MAR  | PFE  | PTI  | PTO  | RIO  | SAN  | SPO  | VGU  | VIZ  |
| ----------------- | ---- | ---- | ---- | ---- | ---- | ---- | ---- | ---- | ---- | ---- | ---- | ---- | ---- | ---- | ---- | ---- | ---- | ---- |
| Arouca            | –––– | 0-3  | 1-2  | 0-6  | 2-0  | 1-0  | 2-0  | 4-1  | 1-0  | 1-0  | 1-1  | 4-0  | 0-1  | 0-1  | 1-0  | 1-0  | 2-2  | 1-0  |
| Benfica           | 4-0  | –––– | 3-1  | 1-0  | 3-0  | 5-0  | 1-0  | 2-0  | 3-1  | 5-0  | 3-2  | 1-0  | 1-2  | 4-2  | 3-0  | 2-2  | 5-1  | 2-1  |
| Boavista          | 0-0  | 0-3  | –––– | 1-1  | 0-0  | 1-1  | 1-0  | 1-2  | 1-0  | 1-1  | 1-0  | 4-2  | 1-4  | 3-2  | 2-1  | 2-1  | 2-1  | 2-2  |
| Braga             | 2-0  | 3-0  | 1-0  | –––– | 0-1  | 0-1  | 4-1  | 4-1  | 1-0  | 5-0  | 3-0  | 4-1  | 0-0  | 2-0  | 5-3  | 3-3  | 1-0  | 2-0  |
| Casa Pia          | 0-0  | 0-1  | 2-0  | 0-1  | –––– | 1-2  | 2-2  | 1-0  | 1-3  | 2-0  | 2-1  | 1-1  | 0-0  | 1-0  | 2-1  | 3-4  | 0-0  | 0-1  |
| Chaves            | 1-1  | 1-0  | 1-4  | 1-2  | 1-0  | –––– | 1-1  | 0-2  | 3-1  | 2-1  | 2-0  | 2-0  | 1-3  | 1-1  | 0-0  | 2-3  | 0-1  | 1-1  |
| Estoril Praia     | 2-0  | 1-5  | 2-1  | 0-2  | 2-0  | 0-2  | –––– | 2-0  | 1-0  | 3-1  | 1-3  | 0-1  | 1-1  | 2-2  | 3-0  | 0-2  | 0-1  | 0-3  |
| Famalicão         | 0-1  | 0-1  | 4-0  | 0-3  | 1-0  | 1-2  | 1-0  | –––– | 0-1  | 3-2  | 2-1  | 1-0  | 2-4  | 0-0  | 1-0  | 1-2  | 2-1  | 2-1  |
| Gil Vicente       | 1-1  | 0-2  | 3-1  | 0-1  | 1-0  | 0-0  | 0-1  | 0-0  | –––– | 2-0  | 1-0  | 1-2  | 0-2  | 2-2  | 1-0  | 0-0  | 2-1  | 1-1  |
| Marítimo          | 1-1  | 0-3  | 4-2  | 1-2  | 1-2  | 1-2  | 1-0  | 0-0  | 1-2  | –––– | 3-1  | 0-1  | 0-2  | 2-2  | 3-1  | 1-0  | 1-2  | 1-0  |
| Paços de Ferreira | 1-1  | 0-2  | 1-3  | 1-2  | 2-3  | 1-1  | 0-3  | 1-3  | 2-1  | 0-1  | –––– | 0-3  | 0-2  | 3-1  | 1-0  | 0-4  | 0-1  | 0-2  |
| Portimonense      | 0-2  | 1-5  | 0-1  | 1-2  | 1-2  | 1-0  | 1-1  | 1-0  | 1-0  | 2-1  | 1-0  | –––– | 0-2  | 2-2  | 0-0  | 0-1  | 2-1  | 0-1  |
| Porto             | 5-1  | 0-1  | 1-0  | 4-1  | 2-1  | 3-0  | 3-2  | 4-1  | 1-2  | 5-1  | 4-0  | 1-0  | –––– | 1-0  | 2-1  | 3-0  | 3-0  | 2-0  |
| Rio Ave           | 1-0  | 0-1  | 1-0  | 2-3  | 1-1  | 1-0  | 2-0  | 2-2  | 2-1  | 1-1  | 0-1  | 1-0  | 3-1  | –––– | 1-0  | 0-1  | 0-1  | 0-1  |
| Santa Clara       | 1-2  | 0-3  | 2-2  | 0-4  | 0-0  | 1-1  | 3-1  | 1-3  | 3-2  | 2-1  | 1-1  | 1-0  | 1-1  | 0-2  | –––– | 1-2  | 1-3  | 0-1  |
| Sporting Lisbona  | 1-1  | 2-2  | 3-0  | 5-0  | 3-1  | 0-2  | 2-0  | 2-1  | 3-1  | 2-1  | 3-0  | 4-0  | 1-2  | 3-0  | 3-0  | –––– | 3-0  | 2-1  |
| Vitòria Guimarães | 0-2  | 0-0  | 3-2  | 2-1  | 0-1  | 2-1  | 1-0  | 3-2  | 1-0  | 1-0  | 0-0  | 1-0  | 0-1  | 0-0  | 1-0  | 0-2  | –––– | 3-0  |
| Vizela            | 0-1  | 0-2  | 1-1  | 0-4  | 3-1  | 0-0  | 0-1  | 0-0  | 2-2  | 3-0  | 1-2  | 1-0  | 0-1  | 3-1  | 0-1  | 1-2  | 3-0  | –––– |

## Spareggio promozione-retrocessione
Allo spareggio sono ammesse la sedicesima classificata in Primeira Liga e la terza classificata in Segunda Liga.
|                 | Risultati       |                 | Luogo e data            |
| --------------- | --------------- | --------------- | ----------------------- |
| Estrela Amadora | 2 - 1           | Marítimo        | Amadora, 3 giugno 2023  |
| Marítimo        | 2 - 1 (2-3 rig) | Estrela Amadora | Funchal, 11 giugno 2023 |
|                 |                 |                 |                         |

## Statistiche

### Squadre

#### Capoliste solitarie
|    | —— | ——  | ——      | ——      | ——      | ——      | ——      | ——      | ——      | ——      | ——      | ——      | ——      | ——      | ——      | ——      | ——      | ——      | ——      | ——      | ——      | ——      | ——      | ——      | ——      | ——      | ——      | ——      | ——      | ——      | ——      | ——      | ——      | —— |  |
|    |    | Por | Benfica | Benfica | Benfica | Benfica | Benfica | Benfica | Benfica | Benfica | Benfica | Benfica | Benfica | Benfica | Benfica | Benfica | Benfica | Benfica | Benfica | Benfica | Benfica | Benfica | Benfica | Benfica | Benfica | Benfica | Benfica | Benfica | Benfica | Benfica | Benfica | Benfica | Benfica |    |  |
|    |    |     |         |         |         |         |         |         |         |         |         |         |         |         |         |         |         |         |         |         |         |         |         |         |         |         |         |         |         |         |         |         |         |    |  |
|    |    |     |         |         |         |         |         |         |         |         |         |         |         |         |         |         |         |         |         |         |         |         |         |         |         |         |         |         |         |         |         |         |         |    |  |
| 1ª | 2ª | 3ª  | 4ª      | 5ª      | 6ª      | 7ª      | 8ª      | 9ª      | 10ª     | 11ª     | 12ª     | 13ª     | 14ª     | 15ª     | 16ª     | 17ª     | 18ª     | 19ª     | 20ª     | 21ª     | 22ª     | 23ª     | 24ª     | 25ª     | 26ª     | 27ª     | 28ª     | 29ª     | 30ª     | 31ª     | 32ª     | 33ª     | 34ª     |    |  |

#### Classifica in divenire
|                   | 1ª | 2ª | 3ª  | 4ª | 5ª | 6ª | 7ª | 8ª | 9ª | 10ª | 11ª | 12ª | 13ª | 14ª | 15ª | 16ª | 17ª | 18ª | 19ª | 20ª | 21ª | 22ª | 23ª | 24ª | 25ª | 26ª | 27ª | 28ª | 29ª | 30ª | 31ª | 32ª | 33ª | 34ª |
|                   |    |    |     |    |    |    |    |    |    |     |     |     |     |     |     |     |     |     |     |     |     |     |     |     |     |     |     |     |     |     |     |     |     |     |
| ----------------- | -- | -- | --- | -- | -- | -- | -- | -- | -- | --- | --- | --- | --- | --- | --- | --- | --- | --- | --- | --- | --- | --- | --- | --- | --- | --- | --- | --- | --- | --- | --- | --- | --- | --- |
| Arouca            | 0  | 3  | 6   | 6  | 7  | 7  | 8  | 9  | 12 | 13  | 16  | 19  | 19  | 19  | 22  | 23  | 26  | 26  | 27  | 30  | 30  | 33  | 34  | 37  | 38  | 41  | 44  | 45  | 48  | 48  | 48  | 48  | 51  | 54  |
| Benfica           | 3  | 6  | 12* | 9  | 15 | 18 | 21 | 22 | 25 | 28  | 31  | 34  | 37  | 37  | 40  | 41  | 44  | 47  | 50  | 53  | 56  | 59  | 62  | 65  | 68  | 71  | 71  | 71  | 74  | 77  | 80  | 83  | 84  | 87  |
| Boavista          | 3  | 6  | 6   | 6  | 9  | 12 | 15 | 15 | 16 | 16  | 17  | 17  | 17  | 17* | 20  | 20  | 21  | 24  | 25  | 26  | 26  | 29  | 30  | 30  | 30  | 30  | 33  | 34  | 37  | 37  | 40  | 40  | 41  | 44  |
| Braga             | 1  | 4  | 7   | 10 | 13 | 16 | 19 | 19 | 19 | 22  | 25  | 25  | 28  | 31  | 34  | 37  | 40  | 40  | 43  | 46  | 49  | 49  | 52  | 55  | 56  | 59  | 62  | 65  | 68  | 71  | 71  | 74  | 75  | 78  |
| Casa Pia          | 1  | 1  | 4   | 7  | 8  | 11 | 14 | 17 | 17 | 17  | 20  | 23  | 23  | 26  | 27  | 27  | 27  | 30  | 30  | 31  | 32  | 32  | 35  | 35  | 38  | 38  | 38  | 39  | 39  | 39  | 40  | 40  | 41  | 41  |
| Chaves            | 0  | 3  | 4   | 7  | 8  | 8  | 8  | 9  | 12 | 15  | 15  | 16  | 19  | 19  | 20  | 21  | 22  | 22  | 25  | 26  | 26  | 26  | 26  | 29  | 32  | 32  | 33  | 36  | 37  | 40  | 43  | 46  | 46  | 46  |
| Estoril Praia     | 3  | 3  | 4   | 7  | 7  | 10 | 11 | 12 | 15 | 15  | 16  | 16  | 16  | 16* | 16  | 19  | 19  | 19  | 19  | 22  | 22  | 22  | 22  | 22  | 22  | 25  | 25  | 25  | 25  | 28  | 28  | 31  | 32  | 35  |
| Famalicão         | 0  | 0  | 1   | 4  | 4  | 4  | 4  | 7  | 7  | 10  | 10  | 11  | 11  | 14  | 17  | 17  | 18  | 21  | 21  | 21  | 24  | 27  | 27  | 30  | 33  | 33  | 36  | 39  | 42  | 42  | 42  | 43  | 43  | 44  |
| Gil Vicente       | 3  | 3  | 4   | 5  | 5  | 8  | 9  | 9  | 9  | 9   | 9   | 9   | 9   | 12  | 12  | 15  | 18  | 18  | 19  | 22  | 23  | 26  | 29  | 29  | 29* | 29* | 31  | 31  | 31  | 31  | 31  | 34  | 34  | 37  |
| Marítimo          | 0  | 0  | 0   | 0  | 0  | 0  | 0  | 0  | 1  | 2   | 5   | 6   | 6   | 7   | 10  | 10  | 13  | 13  | 13  | 13  | 13  | 16  | 16  | 16  | 16  | 19  | 19  | 22  | 22  | 22  | 23  | 23  | 26  | 26  |
| Paços de Ferreira | 0  | 0  | 0*  | 0  | 0  | 0  | 1  | 2  | 2  | 2   | 2   | 2   | 2   | 2   | 3   | 6   | 6   | 6   | 9   | 9   | 12  | 12  | 12  | 15  | 16  | 17  | 17  | 17  | 17  | 20  | 20  | 20  | 23  | 23  |
| Portimonense      | 0  | 3  | 6   | 9  | 12 | 12 | 15 | 15 | 15 | 15  | 16  | 19  | 19  | 19  | 19  | 20  | 20  | 20  | 23  | 23  | 26  | 26  | 26  | 26  | 26  | 26  | 27  | 30  | 33  | 33  | 34  | 34  | 34  | 34  |
| Porto             | 3  | 6  | 9   | 9  | 12 | 15 | 16 | 19 | 22 | 22  | 23  | 26  | 29  | 32  | 33  | 36  | 39  | 42  | 45  | 48  | 51  | 51  | 54  | 57  | 58  | 61  | 64  | 67  | 70  | 73  | 76  | 79  | 82  | 85  |
| Rio Ave           | 0  | 0  | 1   | 4  | 5  | 5  | 6  | 9  | 9  | 12  | 12  | 15  | 18  | 19  | 20  | 20  | 21  | 21  | 21  | 24  | 24  | 27  | 27  | 30  | 33  | 33  | 34  | 35  | 35  | 38  | 39  | 39  | 39  | 40  |
| Santa Clara       | 1  | 1  | 1   | 1  | 4  | 4  | 5  | 5  | 5  | 8   | 9   | 10  | 13  | 13  | 13  | 14  | 14  | 14  | 15  | 15  | 15  | 15  | 15  | 15  | 15  | 15  | 15  | 15  | 16  | 16  | 19  | 19  | 22  | 22  |
| Sporting Lisbona  | 1  | 4  | 4   | 4  | 7  | 10 | 10 | 13 | 16 | 19  | 19  | 22  | 25  | 28  | 28  | 29  | 32  | 35  | 38  | 38  | 41  | 44  | 47  | 50  | 50* | 53* | 57  | 58  | 61  | 64  | 67  | 70  | 71  | 74  |
| Vitòria Guimarães | 3  | 6  | 6   | 6  | 6  | 9  | 10 | 11 | 14 | 17  | 20  | 20  | 23  | 23  | 24  | 24  | 24  | 27  | 30  | 33  | 34  | 37  | 40  | 40  | 40  | 41  | 41  | 41  | 41  | 44  | 47  | 50  | 53  | 53  |
| Vizela            | 3  | 3  | 4   | 5  | 5  | 5  | 5  | 8  | 11 | 11  | 12  | 12  | 15  | 18  | 18  | 21  | 21  | 24  | 24  | 25  | 26  | 26  | 29  | 29  | 32  | 35  | 38  | 39  | 39  | 39  | 39  | 40  | 40  | 40  |

* = classifica con partite da recuperare

### Individuali

#### Classifica marcatori finale
| Gol |  |  | Giocatore         | Squadra          |
| --- |  |  | ----------------- | ---------------- |
| 22  |  |  | Mehdi Taremi      | Porto            |
| 19  |  |  | Gonçalo Ramos     | Benfica          |
| 17  |  |  | João Mário        | Benfica          |
| 17  |  |  | Fran Navarro      | Gil Vicente      |
| 15  |  |  | Pedro Gonçalves   | Sporting Lisbona |
| 14  |  |  | Ricardo Horta     | Braga            |
| 13  |  |  | Yusupha Njie      | Boavista         |
| 11  |  |  | Simon Banza       | Braga            |
| 10  |  |  | Iuri Medeiros     | Braga            |
| 10  |  |  | Francisco Trincão | Sporting         |
| 9   |  |  | Iván Jaime        | Famalicao        |
| 8   |  |  | Wenderson Galeno  | Porto            |
| 8   |  |  | Rafa Mújica       | Arouca           |
| 8   |  |  | Abel Ruiz         | Braga            |
| 8   |  |  | André Vidigal     | Maritimo         |
| 8   |  |  | Nuno Santos       | Sporting Lisbona |
| 8   |  |  | Rafa Silva        | Benfica          |
| 8   |  |  | Milutin Osmajić   | Vizela           |